# Forêts pluviales de Seram
Localisation
Les forêts pluviales de Seram forment une écorégion définie par le fonds mondial pour la Nature (WWF). Elle couvre les îles de Seram, Ambon, Haruku, Saparua et Manipa dans la province indonésienne des Moluques. Elle appartient à l'écozone australasienne et au biome des forêts décidues humides tropicales et subtropicales.